# Automolius evanescens
Automolius evanescens är en skalbaggsart som beskrevs av Blackburn 1898. Automolius evanescens ingår i släktet Automolius och familjen Melolonthidae. Inga underarter finns listade.